# John Ashbery
John Ashbery (Rochester, 28 de julho de 1927 - Hudson, 3 de setembro de 2017) foi um poeta estadunidense, considerado o principal representante da poesia da chamada "Escola de Nova Iorque", escola estética predominantemente dos anos 1950 e 1960. Sua poesia corresponde ao que Ezra Pound chamou de logopéia, uma poesia que joga com as ideias, antes de nada. Seus poemas são, normalmente, longos. A dificuldade de compreender seus poemas pela maior parte do público em seu país não impediu que o poeta já tenha sido o mais vendido autor de poesia nos Estados Unidos e que ele tenha ganho prêmios importantes como o Pulitzer.

## Biografia
Ashbery nasceu em Rochester, Nova Iorque. Filho de Helen Lawrence (nome de solteira), uma professora de biologia, e Chester Frederick Ashbery, um fazendeiro. Foi criado em uma fazenda perto do Lago Ontario; seu irmão morreu ainda criança. Ashbery formou-se na Deerfield Academy, uma escola só para meninos, onde leu poetas como W. H. Auden e Dylan Thomas, e começou a escrever poesia. Dois de seus poemas foram publicados na revista Poetry sob o nome de um colega de classe que os submetera sem o conhecimento ou permissão de Ashbery. Ashbery também publicou alguns poemas, incluindo um soneto sobre um amor não correspondido por um colega de escola, e o trecho de um conto no jornal da escola, o Deerfield Scroll. Sua primeira ambição foi ser pintor. Dos 11 aos 15 anos Ashbery teve aulas semanais no museu de artes em Rochester.
Formou-se bacharel em artes com honras em 1949 na Universidade de Harvard, onde foi membro da Harvard Advocate, a revista literária da universidade, e da Signet Society. Escreveu sua tese sobre W. H. Auden. Em Harvard fez amizade com os escritores Kenneth Koch, Barbara Epstein, V. R. Lang, Frank O'Hara e Edward Gorey, e foi colega de sala de Robert Creeley, Robert Bly e Peter Davison. Ashbery prosseguiu os estudos com uma breve passagem Universidade de Nova Iorque, e titulou-se Mestre em artes pela Universidade de Columbia em 1951.
Após trabalhar como redator em Nova Iorque de 1951 a 1955, Ashbery morou na França a partir de meados dos anos 1950, quando recebeu uma Bolsa Fulbright, até 1965. Foi um dos editores das doze edições de Art and Literature (1964–67) e da edição New Poetry da revista Locus Solus de Harry Mathews (números 3/4; 1962). Para conseguir se manter ele traduzia romances de mistério do francês, era o editor de arte enviado para a edição europeia do New York Herald Tribune, era crítico de arte para a Art International (1960–65) e ainda correspondente em Paris para a Art News de 1963 a 1966, quando Thomas Hess assumiu como editor. Durante este período ele viveu com o poeta francês Pierre Martory, cujos livros Every Question but One (1990), The Landscape is behind the Door (1994) e The Landscapist (2008) ele traduziu; assim como traduziu Arthur Rimbaud (Illuminations), Max Jacob (The Dice Cup), Pierre Reverdy (Haunted House), e muitas obras de Raymond Roussel. Após o retorno aos Estados Unidos, continuou sua carreira como crítico de arte para as revistas New York e Newsweek enquanto fazia parte do conselho editorial da ARTNews até 1972. Muitos anos depois, ocupou o cargo de editor na Partisan Review, trabalhando ali de 1976 a 1980.
Ashbery conheceu Andy Warhol no outono de 1963 durante uma leitura de poemas no Literary Theatre em Nova Iorque. Ele já havia escrito resenhas favoráveis sobre a arte de Warhol. Naquele mesmo ano ele resenhou a exposição "Flowers" de Warhol na Galerie Illeana Sonnabend em Paris, descrevendo a visita de Warhol a Paris como "o maior tumulto transatlântico desde que Oscar Wilde trouxe cultura para Buffalo nos anos 1890". Ashbery retornou a Nova Iorque no fim de 1965 e foi recepcionado com uma grande festa na Factory. Tornou-se amigo íntimo do poeta Gerard Malanga, assistente de Warhol, sobre quem teve importante influência como poeta. Seu poema Europe foi usado em 1967 como texto central na composição Foxes and Hedgehogs, de Eric Salzman, como parte do ciclo New Image of Sound no Hunter College, conduzido por Dennis Russell Davies. Quando o poeta mandou Three Madrigals para Salzman em 1968, o compositor incluiu os poemas no seminal Nude Paper Sermon, lançado pela Nonesuch Records em 1989.
Ashbery começou a ensinar no Brooklyn College no início dos anos 1970, onde entre seus estudantes estava o poeta John Yau. Foi eleito membro da Academia americana de artes e ciências em 1983. Nos anos 1980, transferiu-se para o Bard College, no qual foi professor de Línguas e Literatura na Charles P. Stevenson Jr. até 2008, quando se aposentou. Desde aquela época, continuou a receber prêmios, a apresentar leituras e a trabalhar com graduados e graduandos em muitas outras instituições. Foi o poeta laureado do Estado de Nova Iorque de 2001 a 2003; foi também por muitos anos chanceler da Academia de poetas americanos. Faz parte do conselho editorial contribuinte da revista literária Conjunctions. Foi Membro Escritor Millet na Universidade Wesleyan em 2010, e fez parte da Wesleyan's Distinguished Writers Series. Ashbery vive na cidade de Nova Iorque e em Hudson, Nova Iorque, com seu parceiro, David Kermani.
Faleceu na sua casa de Hudson aos 90 anos de idade.

## Obra
A extensa lista de prêmios de Ashbery começa com o Yale Younger Poets Prize, em 1956. A seleção, por W. H. Auden, da primeira coletânea de Ashbery, Some Trees, causou controvérsia anos depois. Suas primeiras obras mostram a influência de Auden, assim como de Wallace Stevens, de Boris Pasternak, e de muitos dos surrealistas franceses (Ashbery fez inúmeras traduções da literatura francesa). No fim dos anos 1950, John Bernard Myers, co-proprietário da Tibor de Nagy Gallery, categorizou os traços gerais da poesia de vanguarda de Ashbery, assim como os de Kenneth Koch, Frank O'Hara, James Schuyler, Barbara Guest, Kenward Elmslie e outros, como formadores da "Escola de Nova Iorque" (New York School). Ashbery publicou alguns trabalhos na pequena revista literária de vanguarda Nomad no começo dos anos 1960. Escreveu então duas coletâneas enquanto estava na França, a bastante controversa The Tennis Court Oath (1962) e Rivers and Mountains (1966), antes de retornar a Nova Iorque para escrever The Double Dream of Spring, publicada em 1970.
Com o aumento do reconhecimento da crítica nos anos 1970, Ashbery passou de um obscuro experimentalista de vanguarda para um dos mais importantes poetas dos Estados Unidos (embora ainda um dos mais controversos). Após a publicação de Three Poems (1973), veio Self-portrait in a Convex Mirror, pelo qual foi premiado com os três maiores prêmios da poesia americana: o Prêmio Pulitzer, o National Book Award e o National Book Critics Circle Award. O poema que dá título à coletânea é considerado uma das obras-primas da literatura poética americana do final do século XX.
Sua coletânea seguinte, a mais complexa Houseboat Days (1977), reforçou o prestígio de Ashbery, assim como As We Know, de 1979, na qual inclui-se o longo poema em duas colunas "Litany". Por volta dos anos 1980-90, Ashbery havia se tornado figura central na poesia americana e, de maneira mais ampla, na poesia de língua inglesa, como o número de imitadores confirma.
A obra de Ashbery é caracterizada por uma sintaxe de fluxo livre, frequentemente disjuntiva; por extenso jogo linguístico, muitas vezes empregado com bastante humor; e por um tom prosaico, às vezes paródico ou surpreendentemente banal. O jogo da mente humana é o tema de grande parte de seus poemas. Certa vez, Ashbery disse que seu objetivo era "escrever um poema do qual a crítica não conseguisse sequer falar". Formalmente, os poemas iniciais apresentam a influência da prática poética convencional, porém, em The Tennis Court Oath, surge um envolvimento muito mais revolucionário com a forma. Ashbery voltou a aproximar-se de um meio-termo entre tradição e inovação em muitos dos poemas de The Double Dream of Spring, embora seu livro Three Poems seja escrito em longos blocos de prosa. Apesar de nunca mais ter se aproximado da experimentação radical dos poemas de The Tennis Court Oath ou "The Skaters" e "Into the Dusk-Charged Air" da coletânea Rivers and Mountains, elementos como a experimentação semântica e sintática, a expressividade linguística, as mudanças de registro habilidosas, muitas vezes abruptas, e humor insistente permanecem elementos constantes de sua obra.
A crítica de arte de Ashbery foi reunida no volume Reported Sightings, Art Chronicles 1957-1987 (1989), editado pelo poeta David Bergman. Escreveu um romance, A Nest of Ninnies, com o poeta James Schuyler, e redigiu diversas peças por volta dos 20-30 anos de idade, três das quais foram reunidas em Three Plays (1978). As palestras de Ashbery sobre Charles Eliot Norton na Universidade de Harvard foram publicadas como Other Traditions em 2000. Em 2005 saiu Selected Prose, uma coletânea ampliada de sua prosa. Em 2008, Collected Poems 1956–1987 foi publicado como parte da coleção Library of America.

## Obras

### Poesia

#### Colecções
- Turandot and other poems (1953)
- Some Trees (1956), vencedor do Yale Younger Poets Prize
- The Tennis Court Oath  (1962)
- Rivers and Mountains (1966)
- The Double Dream of Spring (1970)
- Three Poems (1972)
- The Vermont Notebook (1975), poemas em prosa ilustrados
- Auto-retrato num espelho convexo e outros poemas - no original Self-portrait in a Convex Mirror  (1975), agraciado com o Prémio Pulitzer de Poesia, o National Book Award e do National Book Critics Circle Award
- Houseboat Days (1977)
- As We Know (1979)
- Shadow Train (1981)
- Uma onda e outros poemas - no original A Wave (1984), agraciado com Lenore Marshall Poetry Prize e o Prémio Bollingen
- April Galleons (1987)
- Flow Chart (1991), poema do tamanho de um livro
- Hotel Lautréamont (1992)
- And the Stars Were Shining (1994)
- Can You Hear, Bird? (1995)
- Wakefulness (1998)
- Girls on the Run  (1999), um poema do tamanho de um livro inspirado pelo trabalho de Henry Darger
- Your Name Here  (2000)
- As Umbrellas Follow Rain (2001)
- Chinese Whispers  (2002)
- Where Shall I Wander (2005) (finalista do Prémio National Book)
- Notes from the Air: Selected Later Poems (2007) (vencedor do Griffin Poetry Prize Internacional de 2008)
- A Worldly Country (2007)
- Planisphere  (2009)
- Collected Poems 1956-87 (Carcanet Press) (2010), ed. Mark Ford
- Quick Question  (2012)
- Breezeway (2015)
- No i wiesz (1993) (traduzido para polaco por Bohdan Zadura, Andrzej Sosnowski e Piotr Sommer)

#### Poemas
| Título        | Ano  | Primeira publicação | Reimpresso/collecção em |
| ------------- | ---- | --- | ----------------------- |
| East February | 2014 | Ashbery, John (24 de março de 2014). «East February». The New Yorker. 90 (5). 78 páginas. Consultado em 26 de fevereiro de 2015 |                         |

### Prosa e traduções
- Mayoux, Jean-Jacques (1960). Melville. Trans. by John Ashbery. [S.l.: s.n.]
- The Ice Storm (1987), panfleto de 32 páginas
- Reported Sightings: Art Chronicles, 1957-1987 (1989) (Alfred A. Knopf), ed. David Bergman, Art Criticism and Commentary
- The Mooring of Starting Out: The First Five Books of Poetry (Ecco) Colecção de trabalhos do poeta de 1956 a 1972; um livro notável do ano do New York Times (1998)
- Other Traditions, 6 ensaios longos sobre 6 outros poetas (2000)
- 100 Multiple-Choice Questions (2000) (reimpressão do panfleto experimental de 1970)
- Selected Prose 1953-2003 (2005)
- Martory, Pierre The Landscapist Ashbery (Tr.) Carcanet Press (2008)
- Rimbaud, Arthur Illuminations Ashbery (Tr.) W. W. Norton & Company (2011)
- Collected French Translations: Poetry, editado por Rosanne Wasserman e Eugene Richie (2014)
- Collected French Translations: Prose, Editado por Rosanne Wasserman e Eugene Richie (2014)